# ماوزر
ماوزر (به آلمانی: Mauser) یک شرکت اسلحه‌سازی آلمانی خصوصا در زمینه تفنگ دستی بود که سال ۱۸۱۱ تاسیس شد.

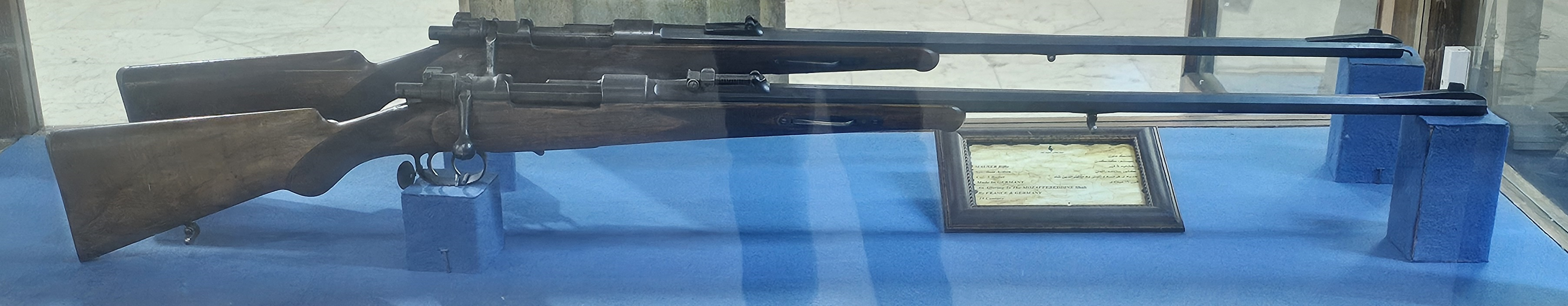
تفنگ ماوزر مظفرالدین‌شاه در موزه عفیف‌آباد شیراز